# フェネック偵察車
LGS フェネック（ドイツ語: LGS Fennek）は、ドイツのクラウス＝マッファイとオランダのDutch Defence Vehicle Systemsが製造する偵察用装甲車であり、ドイツ陸軍とオランダ陸軍において前任車両の後任として配備されつつある。
名前のLGSとは、軽装甲偵察車（ドイツ語: Leichter Gepanzerter Spähwagen）の略称であり、フェネックとはキツネに近いイヌ科の動物である。

## 歴史
試作車の野外試験は2000年4月に完了し、2001年12月にドイツとオランダから発注された。
オランダ軍は、偵察型202輌、対戦車型（MRAT：Mid Range Anti-Tank）130輌、汎用型78輌の合計410輌を発注し、ドイツ軍はルクス装甲車の後継として偵察型178輌、戦闘工兵型24輌、前線砲兵観測型（JFST: Joint Fire Support Teams）20輌の合計222輌を発注した。
実用1号車は2003年7月に完成し、オランダ軍に納品された。当初、オランダ軍向けのフェネックの生産を担当していたDutch SP Aerospaceは2004年8月に倒産したが、生産事業はDutch Defence Vehicle Systemsが引き継いだ。
ドイツ軍向けの車両は2003年12月に1号車が納品され、2011年まで受領を続ける予定であるが、2015年から追加発注分を受領することが決定しており、ドイツ軍は最初の発注と合わせて約300輌のフェネックを受領する計画である。
ドイツ軍とオランダ軍は、ともにアフガニスタンに駐留するISAFにフェネックを派遣している。

## 概要
フェネックは、四輪式の装輪装甲車で、地面の状況などに応じて二輪駆動と四輪駆動を切り替えたり、タイヤの空気圧を車内から最適な圧力に調整したりすることが可能である。
多彩な兵装を運用することが可能なのも特徴である。標準的な偵察型では、車体上部にあるRWSを介してラインメタルMG3やブローニングM2重機関銃、H&K GMWを運用するほか、オランダ軍の対戦車型ではイスラエルのラファエル社製スパイク-MRを運用する。この他にもオランダ陸軍は、トルコのASELSAN社にフェネックに搭載可能なFIM-92 スティンガーの発射装置を18基発注した。
フェネックの装甲は、全周囲に7.62mm弾に耐えられるだけの装甲を施しているほか、増加装甲を取り付けることも可能である。また、乗員区画は対人地雷から乗員を守ることも可能であり、車載の空調はNBC防護能力を提供する。
フェネックの偵察機材は、赤外線カメラとCCDカメラ、レーザーレンジファインダーで構成される。この偵察機器セットは伸縮式マストの頭頂部に取り付けられており、マストは車体頂点から最大1.5mまで伸ばすことができる他、マスト頭頂部の観測機器も左右および上下方向に旋回可能である。

## 運用国
- ドイツ
- オランダ
  - オランダ陸軍 - 2024年時点で、185両のフェネック偵察型、140両のフェネック汎用型、18両のフェネック対空型を保有[1]。
- カタール
  - カタール陸軍 - 2023年時点で、32両のフェネックを保有している[2]。

## ギャラリー

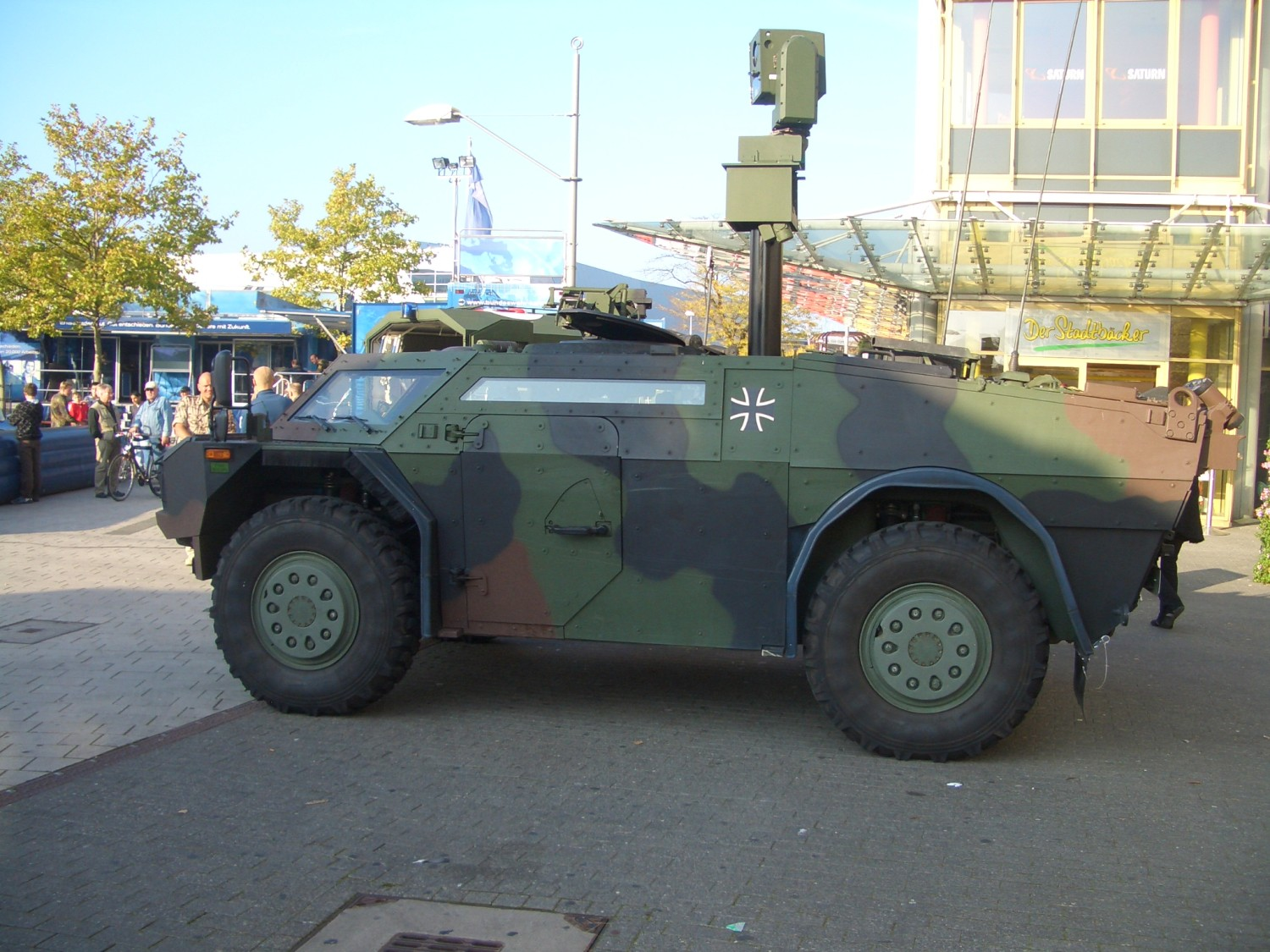
フェネックの左側面
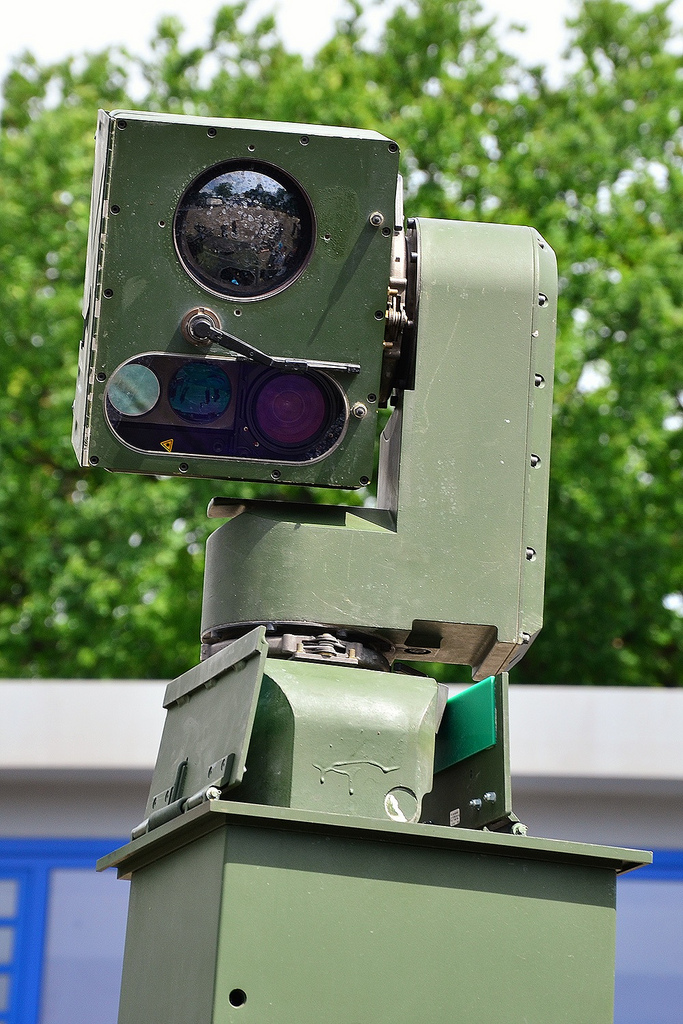
フェネックの偵察機器セット
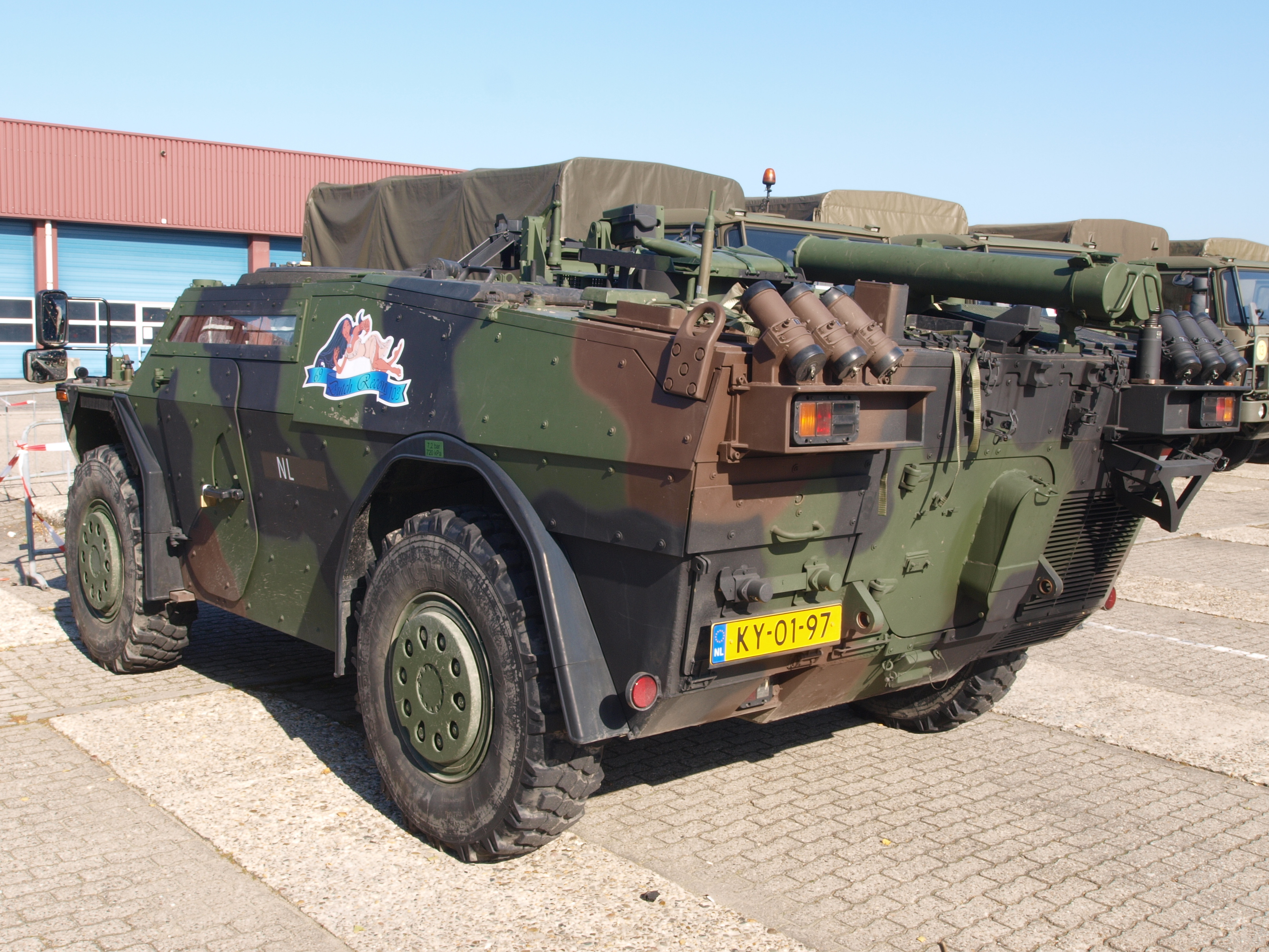
フェネックの後部。後部ランプ類のすぐ上にあるのが発煙弾発射機
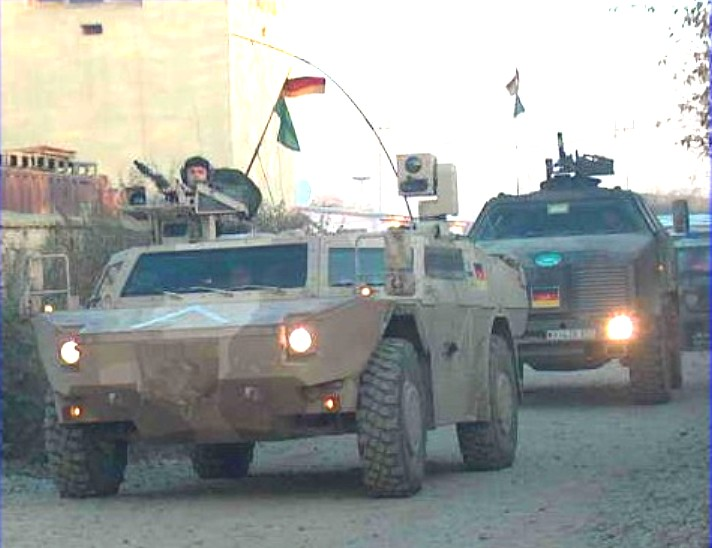
アフガニスタンにおいてパトロールを行う、ドイツ軍のフェネックとATF ディンゴ1（奥）
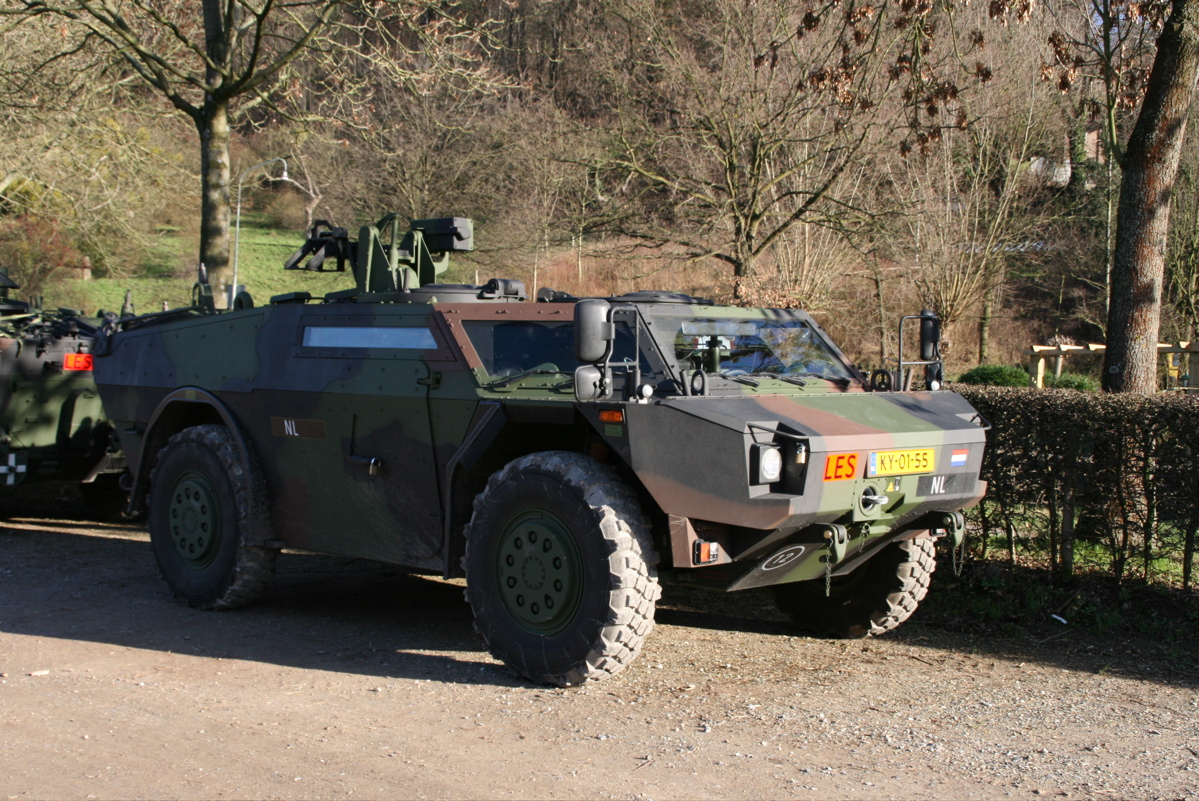
オランダ陸軍のフェネック偵察車
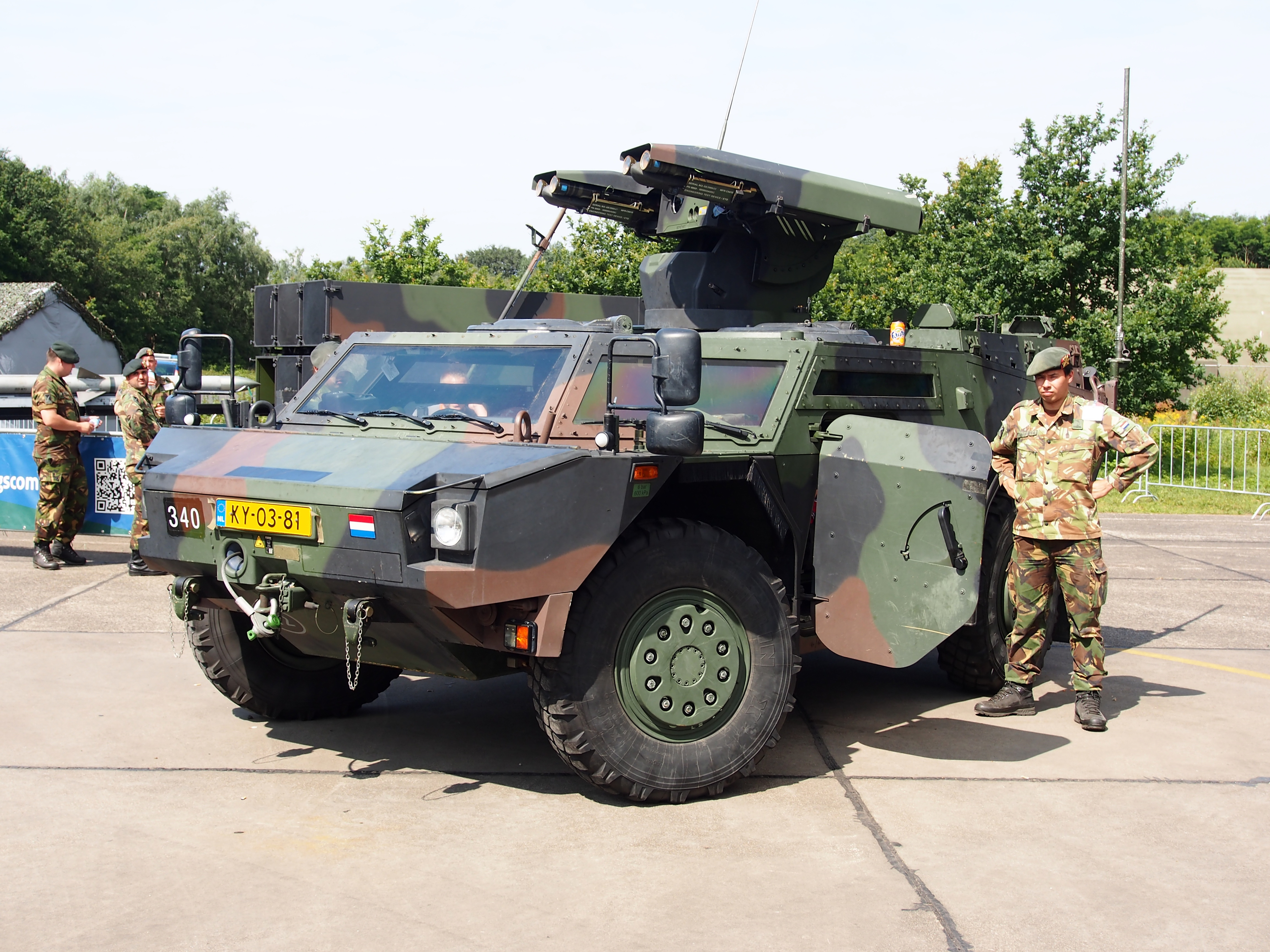
4連装スティンガーMANPADS発射機を搭載した、オランダ陸軍のフェネック偵察車。